# Chevrolet Captiva
Chevrolet Captiva är en kompakt SUV och en CUV i kompakt-klassen tillverkad av GM Daewoo i Sydkorea mellan 2006 och 2018.
Den delar teknisk bas med Opel/Vauxhall Antara, Holden Captiva och Daewoo Winstorm.
Chevrolet Captiva är den europeiska versionen som tillsammans med den dyrare Opel Antara (Vauxhall Antara i Storbritannien) konkurrerar med kompakta suvar i lågprissegmentet, till exempel: Hyundai Santa Fe, Kia Sorento och Honda CRV.
Chevrolet Captiva säljs som Holden Captiva i Australien och som Daewoo Winstorm i östra Europa och i Asien.
Dessa modeller är identiska med endast utbytta varumärken och annan utrustning.